# Aruena apicimaculata
Aruena apicimaculata — вид цикадок із ряду клопів. Єдиний вид роду.

## Опис
Цикадки довжиною близько 3—4 мм. Помірно стрункі, злегка дорсовентрально сплющені, жовтого кольору. Зустрічаються в підліску серед різнотрав'я зі злаками і осоками. Є єдином представником роду.